# Bourdettes
Bourdettes är en kommun i departementet Pyrénées-Atlantiques i regionen Nouvelle-Aquitaine i sydvästra Frankrike. Kommunen ligger i kantonen Nay-Ouest som tillhör arrondissementet Pau. År 2022 hade Bourdettes 506 invånare.

## Befolkningsutveckling
Antalet invånare i kommunen Bourdettes
| Referens: INSEE |